# A gyertyák csonkig égnek (regény)
A gyertyák csonkig égnek Márai Sándor 1942-ben megjelent regénye. A könyv a szerző egyik legismertebb és legsikeresebb műve, amelyet eddig mintegy 60 nyelvre fordítottak le.

## Cselekménye
|  | Alább a cselekmény részletei következnek! |

1940. augusztus 14-én Henrik, a már visszavonult, idős tábornok hírt kap arról, hogy 41 éve nem látott barátja, Konrád a közeli városban jár, így meghívja a kastélyába vacsorára. A tábornok hívatja Ninit, 91 éves dajkáját, és megkéri, hogy az azóta nem használt kastélyszárnyat tegyék használhatóvá az estére. 
A délután folyamán Henrik bizonyos tárgyak nézegetése közben felidézi a gyermek- és ifjúkorát. Emlékeiben megjelenik francia származású anyja, zongorajátéka, és a vele töltött, kis híján végzetes franciaországi nyaralás. Apjáról is megemlékezik, aki Bécsben a nemesi testőrség századosa volt, valamint gazdag nemes és nagy vadász. Ezután átgondolja, hogyan küldték Bécsbe a tisztképzőbe, hogyan barátkozott ott össze a szegény, lengyel származású Konráddal, és hogyan nőttek fel együtt a legjobb barátokként.
Este nyolcra megérkezik a vendég, akivel aztán leülnek vacsorázni. A szoba és annak berendezése, az asztali díszek, de még az ételek és italok is szinte megegyeznek a legutóbbi, 41 évvel és 43 nappal ezelőtti közös vacsorájukkal, csupán az egyik szék üres. Az este folyamán vihar tör ki, és egy villám tönkreteszi a város, és így a kastély elektromos ellátását, így az urak gyertyafénynél folytatják a beszélgetést, egy külön szobában.
Megbeszélik egymással az elmúlt éveket, így Konrád elmeséli, hogy az elmúlt évtizedeket a trópusokon, Szingapúrban, majd Londonban töltötte, és az állampolgárságot is megszerezte. A tábornok később egy rendkívül hosszú monológba kezd, amiben közös múltjuk mellett kifejti véleményét a barátságról és a vadászatról. A hosszas felvezetés után felfedi az este igazi célját: pontosan tudja, hogy barátja azon a bizonyos 1899-es napon meg akarta őt ölni a vadászaton, és a sikertelenség után még aznap este kilépett a seregből, és megszökött. Elárulja azt is, hogyan jött rá akkor, hogy megcsalta őt a feleségével, Krisztinával, akit attól a naptól fogva 8 évig, az asszony haláláig elkerült, és egy szót sem váltott vele többé. A tábornok elmagyarázza, hogy hosszú évtizedeken át gondolkodott a történteken, és csak két kérdést akar majd feltenni. Kifejti, hogy már a kezdetektől kódolva voltak az események: a köztük lévő jelentős vagyoni és szellemi különbség miatt még régen megmondta Henrik apja, hogy ők ketten nagyon mások, mégis támogatta őket mindenben. Konrádot a zene mindig is jobban érdekelte a katonaságnál (Chopin is a rokona volt), és a látogatásokkor is a tábornok anyjával találta meg a közös hangot. Azt is kiderítette, hogy későbbi felesége, Krisztina és Konrád hogyan ismerte már egymást korábbról, majd beszél a felesége naplójáról és a köztük lévő kapcsolat jeleiről, amiket csak később értett meg. Ő sem volt megfelelő ember, túl gazdag és gőgös volt nekik, ami már kezdetektől össze nem illővé tette a kapcsolatát Krisztinával és Konráddal, amiképp korábban az apjával és anyjával is történt. Elmondja: számára az igazi elégtétel az, hogy halálos ágyán az asszony a férjét, és nem a szeretőjét akarta hívni, és az, hogy a beszélgetés mellett ezt a vendégének is elárulhatta. Ekkor felteszi a kérdéseket, amiken évtizedeken át gondolkodott: tudott-e Krisztina arról, hogy férjét meg akarja ölni a szeretője? Erre a vendég nem hajlandó válaszolni. Henrik előveszi Krisztina addig megőrzött, lepecsételt naplóját, és megkérdezi, hogy meg akarják-e ők ketten tudni az igazságot? A nemleges válaszra a tábornok felteszi a következő kérdését: Konrád nem akarja, vagy nem meri elolvasni, hogy mit írt róluk Krisztina a halála előtt? Mivel erre sem kap választ, a tábornok tűzbe veti a naplót. A beszélgetés végére a gyertyák leégtek, és szinte már hajnalodik, így a vendég elköszön, és visszaviszik a városba.
A vendég távozása után Nini engedélyt kap arra, hogy visszatehesse Krisztina festményét a kastélyban lévő többi arckép közé.
|  | Itt a vége a cselekmény részletezésének! |

## Feldolgozások
A történetből eddig két filmfeldolgozás készült. Ezek közül az első 1967-ben készült Asche und Glut (Hamu és parázs) című 45 perces nyugatnémet tévéfilm volt, amelyet Korbinian Köberle rendezett, és a ZDF-en mutatták be.
2004-ben Pozsgai Zsolt magyar író és rendező alkalmazta színpadra a regényt, melyet azóta folyamatosan játszanak magyar és külföldi színházak. Bemutatója a Pesti Magyar Színházban volt Avar István és Agáry Gábor főszereplésével, Iglódi István rendezésében. Ezt követően Pozsgai Zsolt a francia nyelvre lefordított változatot rendezte meg Genfben. Bemutatta a kassai Thália Színház, a Debreceni Szinház, a budapesti József Attila Színház, a győri, soproni és más színház.
A második megfilmesítés egy magyar színházi előadás megfilmesítése, amely a regénnyel azonos címet viseli, és vegyes kritikai fogadtatásban részesült. Az Iglódi István által rendezett DVD-film főbb szerepeit Avar István és Agárdy Gábor játszották, akik mindketten A Nemzet Színésze cím kitüntetettjei voltak. A film egyben Agárdy utolsó filmes szerepe, mivel nem sokkal később a színész elhunyt.